# Деббі Боумен-Салліван
Деббі Боумен-Салліван (англ. Debbie Bowman-Sullivan, 4 липня 1963) — австралійська хокеїстка на траві.
Олімпійська чемпіонка 1988 року, учасниця 1992 року.